# I Can See for Miles
„I Can See for Miles“ je píseň anglické rockové skupiny The Who. Vyšla v roce 1967 jako součást jejího třetího alba The Who Sell Out. Rovněž byla publikována jako singl, na jehož druhé straně se nacházela skladba „Someone's Coming“. V americké hitparádě Billboard Hot 100 se umístila na deváté příčce – jde o jedinou píseň kapely The Who, která se umístila v první desítce. Coververze písně nahrály například hudebnice Tina Turner a Petra Haden. Velšský hudebník a skladatel John Cale v roce 1974 oznámil záměr nahrát vlastní coververzi této písně – nikdy to však nerealizoval.